# 브루나이 표준시
브루나이의 표준시는 브루나이 다루살람 표준시 (BNT)로 지정되어 있으며 협정 세계시 기준으로 8시간 늦은 시간 (UTC+08:00)에 해당된다. 브루나이에서는 현재 일광 절약 시간제 (DST)를 따로 시행하고 있지는 않다.